# Central Plaza (Hong Kong)
Central Plaza te Hongkong (中環廣場) is de op twee na hoogste wolkenkrabber te Hongkong met een hoogte van 374m (307m zonder piek) en 78 verdiepingen. De wolkenkrabber werd in drie fasen opgebouwd: verdiepingen B3 tot 27 werden in '91 afgewerkt, verdiepingen 28 tot 45 in februari 1992 en de laatste 32 verdiepingen tot augustus 1992. Het gebouw was daarna het grootste gebouw in Azië tot 1996, tot in China het Shun Hing Square afgewerkt was. Bij de bouw was het de grootste constructie ter wereld opgebouwd uit gewapend beton. Het gebouw heeft een driehoekig grondplan. Op de top van het gebouw bevindt zich een vierkleurige neon klok, die de tijd aangeeft door ieder kwartier van kleur te veranderen.